# Léo Deschâtelets
Léo Deschâtelets, né le 8 mars 1899 à Montréal au Canada et mort à Ottawa le 1er novembre 1974, est un ecclésiastique canadien qui fut supérieur général de la congrégation missionnaire des oblats de Marie-Immaculée de 1947 à 1972.

## Biographie
Léo Deschâtelets prononce ses premiers vœux en 1919 et ses vœux perpétuels en 1922 chez les oblats de Marie-Immaculée. Il est ordonné prêtre en 1925 par Mgr Emard.
De 1926 à 1944, il travaille au scolasticat Saint-Joseph d'Ottawa. Il est d'abord enseignant, puis supérieur à partir de 1938, tout en étant professeur de théologie à l'université d'Ottawa. Il est supérieur de la province de l'Est du Canada de 1944 à 1947.
Il est élu en 1947 supérieur général de sa congrégation qui est alors pleinement florissante. Son mandat se prolonge jusqu'en 1972. Au chapitre de 1953, il engage dans une lettre circulaire tous les missionnaires à se mobiliser auprès des masses populaires les plus exposées aux sirènes du marxisme, et inaugure une période de recherches sociologiques, favorisant la formation de sociologues, d'anthropologues, etc. Le Père Deschâtelets assiste aux sessions du concile Vatican II et encourage une « nouvelle conscience de l'Église ». Il est dépassé par les départs massifs de missionnaires dans les années post-conciliaires et surtout après 1968. Il démissionne pour raisons de santé et s'installe à Ottawa à la résidence Villeneuve (ancien scolasticat Saint-Joseph). Prématurément vieilli[Quoi ?], il meurt à l'âge de 75 ans le jour de la Toussaint. Le Père Richard Hanley lui succède, mais il quittera la congrégation deux ans et demi plus tard.